# Euxoa dimorpha
Euxoa dimorpha är en fjärilsart som beskrevs av George Francis Hampson 1919. Euxoa dimorpha ingår i släktet Euxoa och familjen nattflyn. Inga underarter finns listade i Catalogue of Life.